# 발생 (생물학)
발생(embryonic development)은 동물의 정자와 난자가 수정된 후 배를 형성하고 성장하여 새로운 개체가 되는 과정이다. 발생의 과정은 초기 발생과 후기 발생으로 나뉘는데, 최초의 난할에서 배엽이 형성되는 때까지를 초기 발생이라 하고, 기관이 형성되는 때부터 새로운 개체가 되는 때까지를 후기 발생이라 한다.

## 초기 발생

### 수정
수정은 유성 생식을 하는 동물의 생식 세포인 난자와 정자의 핵이 융합하는 과정이다. 암·수의 생식 세포에서 감수 분열로 만들어지는 난자와 정자는 동물의 종류에 따라 몸의 밖이나 안에서 만나 수정이 이루어진다. 수정은 정자가 난자로 접근하여 이루어지며 정자의 세포핵이 난자 안으로 들어가 하나의 유전체를 이루는 과정이다.

### 난할과 배엽의 형성
최초의 발생 과정은 수정란의 난할이다. 수정란은 세포 분열을 하여 세포의 수를 증가시키는데, 체세포 분열과는 달리, 분열 속도는 빠르고 분열기 사이에 성장기가 없어서 분열에 의해 새로 생긴 세포, 즉 할구들은 점점 작아진다. 하나의 수정란이 2개, 4개, 8개 식으로 세포를 늘려가다가 어느 정도 세포의 수가 증가하면 세포들이 표면으로 정열되어 안쪽에 난할강이라는 공간이 생기는 주머니배를 형성한다. 이 시기를 포배기라 한다. 포배기 이후에는 주머니배의 일부분이 난할강으로 함입되어 두개의 배엽으로 구분된 낭배를 형성하게 된다. 배아의 외부와 닿는 배엽을 외배엽, 내부를 형성하는 배엽을 내배엽이라 하고, 편형동물이상의 동물의 경우 내배엽이나 외배엽이 분화하여 중배엽을 형성한다.

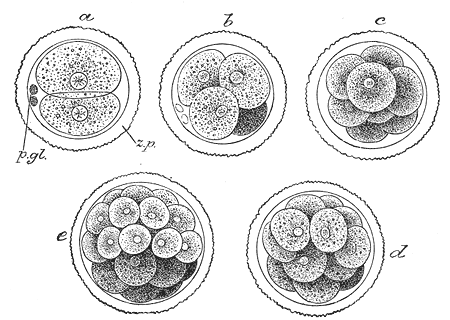
난할의 과정
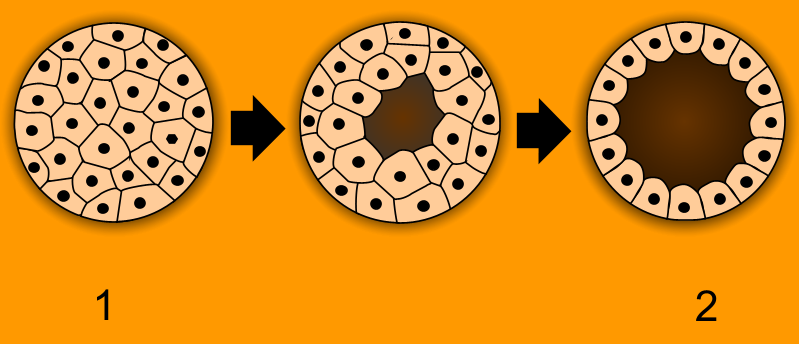
포배의 형성
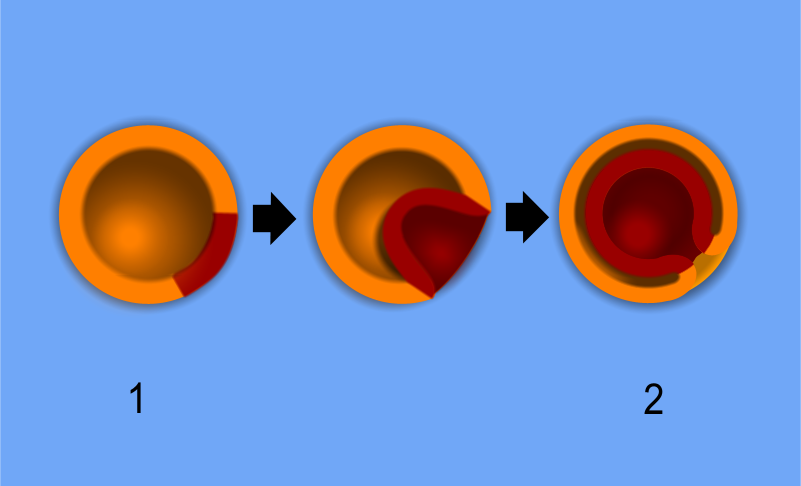
배엽의 형성

## 후기 발생
신체의 모든 기관은 외배엽·중배엽·내배엽의 3배엽 중, 어느 것인가에서 형성된다. 한편, 각 배엽에서 만들어지는 조직이나 기관의 종류는 동물의 종류에 관계 없이 대체로 일정하다.

### 기관의 형성
- 신경배: 척추동물은 낭배기를 지나면 원구 부근에서 동물극 쪽, 즉 배의 등쪽인 외배엽에 원구와 반대 방향으로 신경판이 생긴다. 얼마 후에는 신경판의 양쪽 가장자리가 주름 모양으로 솟아오르고 중앙이 약간 패어져 신경홈이 되면서 마침내는 좌우의 주름이 서로 맞닿아 관모양이 되는데, 이것을 신경관이라고 한다. 외배엽에서는 이 밖에도 체표와 감각기 및 그 부속 기관이 만들어진다.
- 내장 기관의 형성 : 신경배의 내배엽은 양쪽 벽이 위쪽으로 뻗어 중앙에서 합쳐지므로 원장을 둘러싸며 소화관이 된다. 소화관의 앞끝을 향하여 표면으로부터 외배엽이 들어가 구멍이 뚫려서 입이 되고, 소화관의 뒤쪽으로 항문이 생긴다. 또 소화관 벽이 부풀어서 간과 이자가 된다. 척색 양쪽의 중배엽 일부는 배쪽을 향해 아래쪽으로 뻗으면서 측판이 된다. 측판은 나중에 안쪽과 바깥쪽으로 갈라지는데, 바깥쪽 측판은 외배엽에서 유래된 피부를 안에서 받치는 형태로 체벽의 근육이 되고, 안쪽의 측판은 소화관에 접하여 내장의 근육과 장막이 된다. 안팎 측판 사이의 빈곳은 체강이 된다.

신경관의 형성

### 출생
동물의 출생은 난생, 난태생, 태생으로 구분된다.
껍질을 가진 알을 낳아 모체의 몸 밖으로 나온 개체가 모체와는 관계 없이 알 자체의 양분만을 가지고 태어나는 것을 '난생'이라고 한다. 난생 생물은 발생이 진행되면 알에서 나와 부화 한다. 수정란이 모체의 태반 안에서 모체로부터 양분을 공급받아 태어나는 것을 '태생'이라고 한다. 태생 생물은 포유류가 대표적이며 캥거루 등의 유대류도 태생이나, 이것은 태반의 발달이 매우 나빠서 배가 충분히 발달할 때까지 자궁 내에 머물러 있을 수가 없으므로 미숙한 새끼를 낳는다. 한편, 진딧물의 어떤 종류와 우렁이를 비롯한 소수의 무척추동물은 모체의 체내에서 부화한 다음 태어나는데, 이 경우는 환도상어·노랑가오리·망상어·살무사·유럽장지뱀 등에서도 볼 수 있다. 이들 동물에서는 수란관의 일부가 커져서 자궁이라고 불릴 만큼 분화하는 일이 있다. 이와 같이 태반이 형성되지 않고, 다만 모체의 몸 안에서 부화만 하여 새끼가 태어나는 것을 '난태생'이라고 한다.

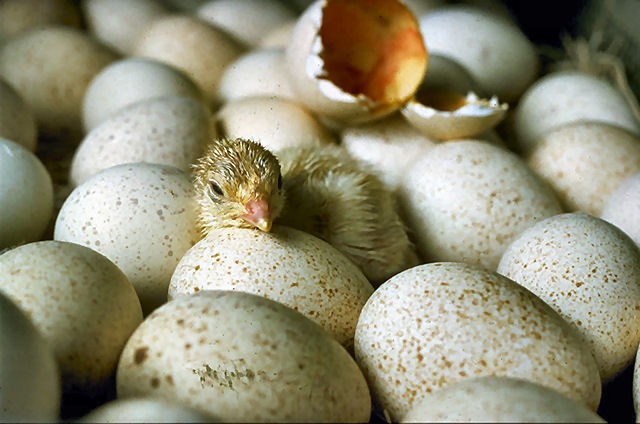
병아리의 부화
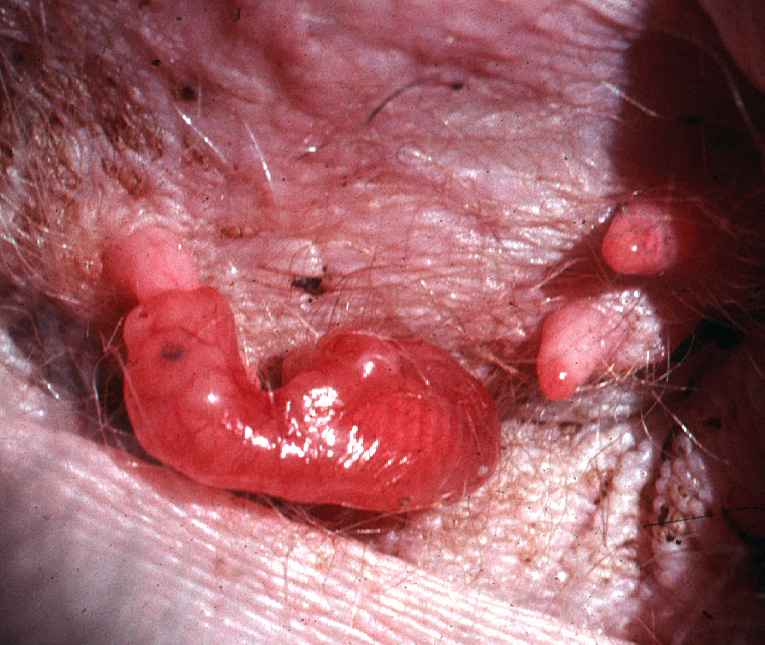
갓 태어난 캥거루

### 성장
동물의 성장은 세포 분열에 의한 세포수의 증가로 일어나는데, 그 양상을 두 가지 형으로 나눌 수 있다. 즉, 대부분의 동물은 계속 성장을 하는데, 어릴 때는 성장 속도가 빠르고, 얼마 동안 자라면 성장이 정지된다. 이와 같은 생물의 시간적 변화를 그래프로 나타내면 S자 모양이 되는데, 이것을 '성장 곡선'이라고 한다. 그러나 예외적으로 무척추동물과 어류, 파충류 중에는 죽을 때까지 성장이 계속되는 것도 있다.

## 참고 문헌
- Pulves 외, 이광웅 외 역, 생명 생물의 과학, 2006, 교보문고, ISBN 89-7085-516-5

## 같이 보기
- 발생 생물학(developmental biology)
- 발생학(embryology)
- 임신
- 출산
- 발생(development)

## 읽어 보기
- 박병용 외, 아프리카산 발톱개구리 이자의 초기발생과정에서 Sox9 억제가 Pdx1 발현에 미치는 영향[깨진 링크(과거 내용 찾기)], 대한해부학회지 제40권 제1호 2007
- 담수어류의 발생과정[깨진 링크(과거 내용 찾기)], 한국과학정보기술연구원 담수어류 데이터베이스